# Guano (kanton)
Guano – kanton w Ekwadorze, w prowincji Chimborazo. Stolicą kantonu jest Guano.